# Hepatica anceps
Hepatica anceps är en fjärilsart som beskrevs av Otto Staudinger 1892. Hepatica anceps ingår i släktet Hepatica och familjen nattflyn. Inga underarter finns listade i Catalogue of Life.